# Saint-Nazaire-de-Valentane
Saint-Nazaire-de-Valentane – miejscowość i gmina we Francji, w regionie Oksytania, w departamencie Tarn i Garonna.
Według danych na rok 1990 gminę zamieszkiwały 384 osoby, a gęstość zaludnienia wynosiła 22 osób/km² (wśród 3020 gmin regionu Midi-Pireneje Saint-Nazaire-de-Valentane plasuje się na 689. miejscu pod względem liczby ludności, natomiast pod względem powierzchni na miejscu 654.).